# Vagn Walfrid Ekman
Vagn Walfrid Ekman (Estocolmo, 3 de maio de 1874 — Gostad, 9 de março de 1954) foi um oceanógrafo sueco.
Vagn Walfrid Ekman, filho de Fredrik Laurentz Ekman, também oceanógrafo, ganhou gosto pela oceanografia enquanto estudava física na Universidade de Upsália e, em particular, ao frequentar as palestras de Vilhelm Bjerknes sobre hidrodinâmica.
Durante a Expedição Fram, Fridtjof Nansen observou que os icebergues se deslocavam num ângulo 20°-40° para a direita, e não na direcção dos ventos habituais. Bjerknes convidou Ekman, ainda estudante, a investigar aquela questão e, em 1905, Ekman publicou a sua teoria da espiral a qual explica o fenómeno em termos de equilíbrio do efeito de fricção no oceano e da força de Coriolis, que acontece em objectos em movimento num ambiente em rotação, como a rotação planetária.
Quando terminou o seu doutoramento em Upsália, em 1902, Ekman entrou para o Laboratório Internacional de Pesquisa Oceanográfica, em Oslo, onde trabalhou durante sete anos, não só investigando mais sobre a sua teoria, mas também desenvolvendo técnicas experimentais e instrumentos como o medidor de corrente de Ekman e a garrafa de água de Ekman.
Entre 1910 e 1939, continuou com os seus trabalhos teóricos e experimentais na Universidade de Lund, onde leccionou mecânica e física matemática. Foi eleito membro da Academia Real das Ciências da Suécia em 1935.
Além de oceanógrafo e investigador, Ekman era baixo amador, pianista e compositor. Trabalhou até ao fim da sua vida, morrendo em Gostad, perto de Stockaryd, na Suécia.